# Landvogtei Unterelsass

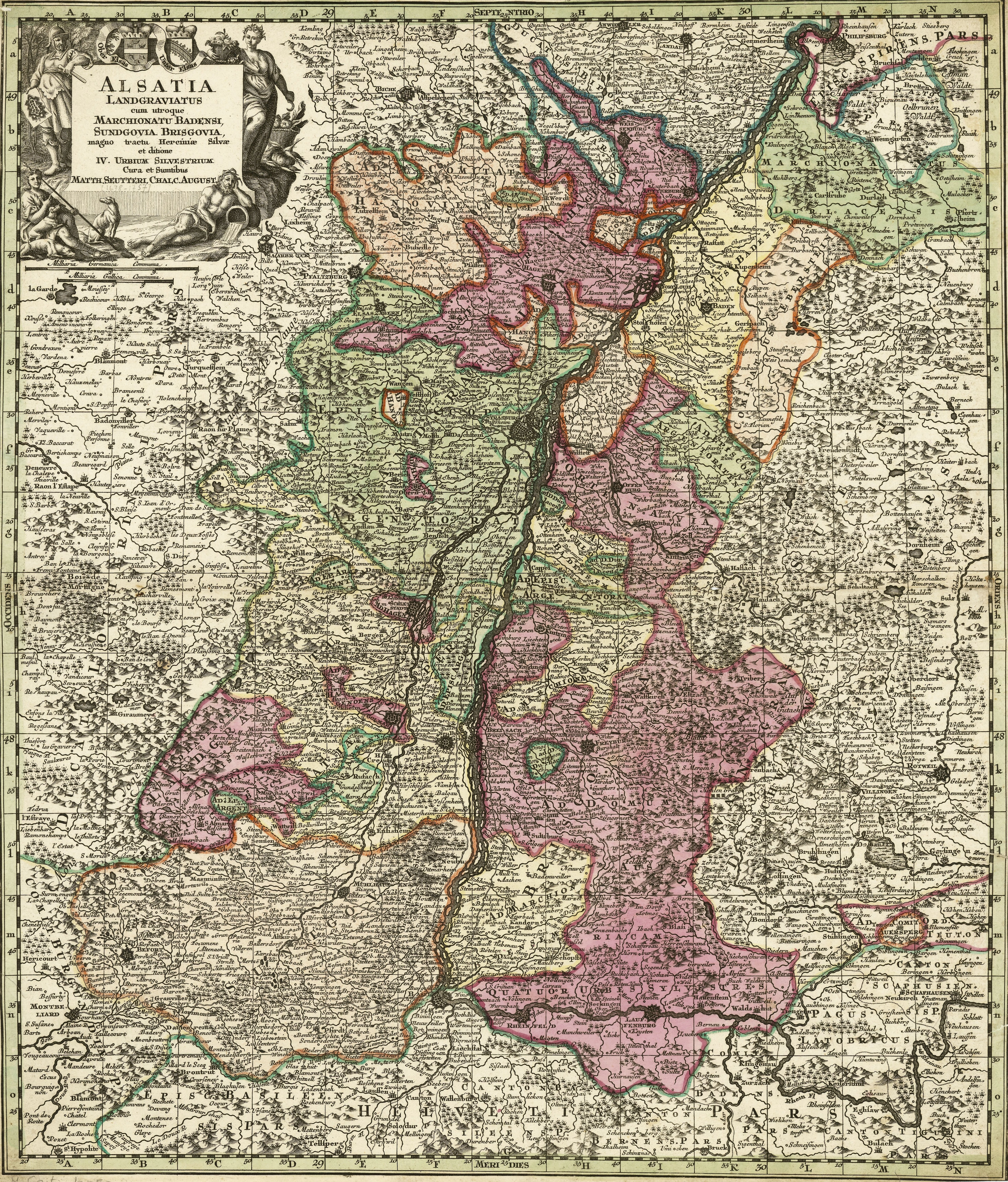
Landvogtei Hagenau oder Unterelsass

Die Landvogtei Unterelsass oder Landvogtei Hagenau umfasste die Verwaltung der kaiserlichen Herrschaftsrechte in den 45 Reichsdörfern des Unterelsass (= Reichspflege Hagenau) sowie die Verwaltung der kaiserlichen Rechte in den 10 Reichsstädten Hagenau, Colmar, Schlettstadt, Weißenburg, Landau, Oberehnheim, Rosheim, Münster im St. Gregorienthal, Mülhausen (bis 1515), Kaysersberg und Türkheim. 
1423 wurde die Landvogtei von König Sigismund von Luxemburg für 50'000 Gulden an den Kurfürsten Ludwig IV. von der Pfalz verpfändet, 1558 durch Kaiser Ferdinand I. wieder eingelöst und den jüngeren Prinzen des Hauses Habsburg übertragen. 1648 kam die Landvogtei im Westfälischen Frieden an Frankreich. Wie weit genau die französischen Rechte an den abgetretenen Reichsstädten reichten, ließ der Vertragstext offen, was beiden Seiten Raum für Interpretationen gab. Wenngleich die französische Krone den Vertrag in ihrem Sinne las und die Vogtei restriktiver ausübte, als es im Heiligen Römischen Reich üblich war, so blieb doch die Stadtverfassung der ehemaligen Reichsstädte trotz der herrschenden absolutistischen Doktrin in Teilen bis zur Französischen Revolution erhalten. Bis 1686 wurde das ganze Unterelsass zwischen Schlettstadt und Straßburg „reuniert“, d. h. durch Annexion an Frankreich angegliedert.
Siehe auch: 
- Landvögte im Unterelsass
- Französische Zeit